# Кіойбешешть
Кіойбешешть, Кіойбешешті (рум. Chioibășești) — село у повіті Бреїла в Румунії. Входить до складу комуни Чочиле.
Село розташоване на відстані 100 км на північний схід від Бухареста, 76 км на південний захід від Бреїли, 128 км на північний захід від Констанци, 93 км на південний захід від Галаца.

## Населення
За даними перепису населення 2002 року у селі проживали 284 особи, усі — румуни. Усі жителі села рідною мовою назвали румунську.